# Cleidion nitidum
Cleidion nitidum là một loài thực vật có hoa trong họ Đại kích. Loài này được (Müll.Arg.) Thwaites ex Kurz mô tả khoa học đầu tiên năm 1873.